# مات إليسون
مات إليسون هو لاعب هوكي الجليد كندي، ولد في 8 ديسمبر 1983 في دنكان، كولومبيا البريطانية ‏ في كندا.

## وصلات خارجية
- مات إليسون على موقع دوري الهوكي الوطني (الإنجليزية)
- مات إليسون على موقع دوري الهوكي للقارات (الإنجليزية)
- مات إليسون على موقع EliteProspects.com (الإنجليزية)
- مات إليسون على موقع Eurohockey.com (الإنجليزية)
- مات إليسون على موقع HockeyDB.com (الإنجليزية)
- مات إليسون على موقع Hockey-Reference.com (الإنجليزية)